# Uhlsport
uhlsport GmbH (написание товарного знака по-русски — Ульспорт) — немецкая компания, известный производитель спортивной одежды и обуви. Компания была основана в 1948 году.
Компания производит и продаёт продукцию под брендами uhlsport, Kempa, Baden и Warrior.

## История
С 1948 года по 1953 год Uhlsport занималась только производством шипов для футбольных бутс , с этого же года начинается производство подошв для бутс. В 1968 году Uhslport начинает специализироваться на производстве вратарской экипировки, делая значительный рывок в разработке технологий вратарских перчаток. Ряд ведущих голкиперов мира выбрали именно перчатки формы Uhlsport. Не остановившись на достигнутом, Uhlsport постепенно расширила свой ассортимент до всех необходимых футбольных амуниций, став мультибрендом на мировом рынке. C 1990-х годов руководство компании решает, что uhlsort по силам быть не только «вратарским специалистом», но и футбольным в целом. Uhlsport патентует принципиально новые разработки в области производства мячей, а также активно занимается разработкой новых моделей игровой и тренировочной формы и обуви.

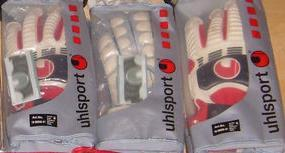
Продукция

В начале 2000-х годов uhlsport заявляет о себе как о специалисте в командной футбольной экипировке, в 2014 году являлась официальным поставщиком формы для сборной Гондураса.
Компания имеет представительства в более чем 70 странах мира.

## Продукция
Ассортимент Uhlsport широко представлен изделиями из текстиля, бутсами, мячами и аксессуарами для профессиональных футболистов и любителей, такими как налокотники, перчатки, сумки, рюкзаки и т. д.